# Кенесари (село)
Кенесари́ (каз. Кенесары) — село у складі Бурабайського району Акмолинської області Казахстану. Адміністративний центр Кенесаринського сільського округу.
Населення — 1459 осіб (2021; 1598 у 2009, 1829 у 1999, 2592 у 1989).
Національний склад станом на 1989 рік:
- росіяни — 44 %;
- казахи — 31 %.

У радянські часи село називалося Александровка.